# Lengua de señas portuguesa
La lengua de señas portuguesa (LGP) es uno de los tres idiomas oficiales de Portugal, mediante la cual una gran parte de las personas en la comunidad sorda se comunican entre ellos. El mensaje se procesa mediante gestos sistematizados, los cuales se captan de forma visual. La utiliza la comunidad sorda, de cerca de 30000 individuos, y también toda la comunidad a su alrededor, como familiares de sordos, educadores, profesores y técnicos, entre otros.

## Por qué es un idioma
La expresión "lengua de señas", a diferencia de "lenguaje de señas", se refiere a la lengua materna de una comunidad de sordos. Las lenguas de señas son lenguas naturales, que surgen y que se desarrollan de forma natural, al igual que lo que ocurre con las lenguas orales. En esta lengua se produce un mensaje por los movimientos de las manos, del cuerpo y por las expresiones faciales, y se recibe de forma visual. Tiene un vocabulario y una gramática propios.
Una lengua es un sistema de comunicación específico y exclusivo del ser humano, el cual sigue reglas particulares. Al igual que las lenguas orales, la LGP posee las características que tienen las lenguas naturales:
- está compuesta en su mayor parte por símbolos arbitrarios;
- se trata de un sistema lingüístico;
- existe una comunidad de personas que la utilizan como su forma de expresión más natural;
- posee propiedades como la creatividad y la recursividad;
- posee aspectos contrastivos;
- se trata de un sistema en renovación y evolución constante: presenta el fenómeno de la dinámica lingüística.

Hay quien cree que las lenguas de señas son universales, pero esta idea es incorrecta. Al igual que las lenguas orales, las lenguas de señas se desarrollan de forma natural y, por esta razón, cada comunidad posee la suya. En todo el mundo existen decenas de lenguas de señas diferentes, y hay países que tienen varias lenguas de señas distintas. Además, los sordos sufren las mismas dificultades que los oyentes cuando necesitan comunicarse con otras personas que utilizan una lengua de señas distinta. Así, cada país (y a veces región dentro de un país, como ocurre en Quebec, donde se usa la Lengua de Señas de Quebec en lugar de la Lengua de Señas Americana como en el resto del país) tendrá su propia lengua de señas. Por ejemplo, en Brasil existe la lengua de señas brasilera (LIBRAS).
Como cualquier lengua oral, la LGP varía dependiendo de la región, y dependiendo del grado de formación y de las profesiones de los sordos, en cada una de las regiones. Existen, por eso, dialectos y regionalismos.

## Historia
En el siglo XIX, el rey Juan VI le pidió a Pär Aron Borg, un pedagogo que había fundado en Suecia un instituto para la educación de los sordos, que viniese a Portugal por lo que, en 1823, se crea la primera escuela portuguesa con ese objetivo. Por eso, a pesar de que el vocabulario de la lengua de señas portuguesa y de la sueca son diferentes, el alfabeto de los dos idiomas revela como tienen un origen común.
Según el apartado h) del n.º 2 del artículo 74.º de la Constitución de la República Portuguesa, «corresponde al Estado en la realización de la política de enseñanza (...) proteger y dar valor a la lengua de señas portuguesa, como expresión cultural e instrumento de acceso a la educación y de igualdad de oportunidades». De este modo, en 1997 la Lengua de Señas Portuguesa se convirtió en una de las lenguas oficiales de Portugal, junto con el portugués y el mirandés.
El Día Nacional de la Lengua de Señas Portuguesa se conmemora el 15 de noviembre. La conmemoración de este día se originó a partir de los esfuerzos de la Comisión Para el Reconocimiento y la Protección de la Lengua de Señas Portuguesa y la Defensa de los Derechos de las Personas Sordas.

## Aspectos lingüísticos
Al comunicarse mediante LGP, el señante tendrá una 'mano dominante', la cual usará de forma distinta a la 'mano no dominante'. En la LGP, los gestos dependerán de 5 parámetros:
- Configuración de las manos;
- Local de articulación;
- Movimiento de las manos;
- Orientación de las manos;
- Componente no manual (expresión y movimiento corporal).

Si se altera alguno de estos parámetros, por lo general el gesto cambia de significado o pierde su sentido.
En la LGP, el género se marca únicamente en el caso de los seres animados y, por lo general, solo se marca cuando su género es femenino, utilizando el gesto de MUJER como prefijo.
Para marcar el plural, se pueden utilizar varios métodos: repetición, redoble (se realiza el gesto con las dos manos) o incorporación (recurso a um numeral ou determinativo).
En cuanto al orden de los elementos de una frase en la LGP, se utiliza una estructura específica que no sigue el mismo orden que las frases del idioma portugués o el español. No hay consenso sobre cual es la forma predominante: algunos lingüistas afirman que puede ser 'sujeto-objeto-verbo' (S-O-V), y otros que es 'objeto-sujeto-verbo' (O-S-V). En las frases interrogativas, se utiliza la expresión facial, junto con los pronombres interrogativos, que se colocan al final de la frase. Las frases negativas se pueden elaborar de distintas maneras; por ejemplo, se puede realizar el gesto NO, se puede utilizar una forma específica del verbo en su forma negativa, como por ejemplo NO QUERER, o se puede utilizar la expresión corporal, especialmente el movimiento de la cabeza.
En la LGP, el discurso indirecto no existe. Mediante la expresión corporal se marcan los cambios entre el discurso directo y el indirecto; más específicamente, se marcan cuando el señante cambia de posición en el espacio, simbolizando con cada una de las posiciones un papel distinto.